# São João dos Patos (ort)
São João dos Patos är en ort i Brasilien.   Den ligger i kommunen São João dos Patos och delstaten Maranhão, i den östra delen av landet, 1 100 km norr om huvudstaden Brasília. São João dos Patos ligger 346 meter över havet och antalet invånare är 19 538.
Terrängen runt São João dos Patos är platt åt nordost, men åt sydväst är den kuperad.
Omgivningarna runt São João dos Patos är huvudsakligen savann. Runt São João dos Patos är det glesbefolkat, med 15 invånare per kvadratkilometer.